# Svetlana Fedotkina
Svetlana Fedotkina (n. 22 iulie 1967, Krasnoiarsk, RSFS Rusă, URSS) este o sportivă ce a reprezentat Rusia, medaliată olimpică. A participat la o ediție a Jocurilor Olimpice (1994) în care a câștigat o medalie de argint.

## Participări
Lista de mai jos prezintă principalele competiții la care a participat Svetlana Fedotkina de-a lungul carierei.
- Hurtigløp på skøyter under Vinter-OL 1994 – 1500 meter damer[*]